# Oecetis suteri
Oecetis suteri là một loài Trichoptera trong họ Leptoceridae. Chúng phân bố ở miền Australasia.